# The Hated
The Hated war eine aus Annapolis, Maryland / USA kommende Band aus dem Washingtoner Hardcore-Punk-Umfeld, die zum Post-Hardcore gezählt wird. Die Band gilt mit ihrem Stil aber auch als eine der ersten Emocore-Bands.

## Geschichte
Die im Umkreis von Washington, D.C. gegründete Band entstand 1985. Eigentlich als eine Art Parodie auf die stärker rockigen Tendenzen der Post-Hardcore-Bands aus dem D.C. Hardcore-Umfeld gedacht, wurde die Band selber zu einem guten Beispiel für eine am Ende experimenteller und rockiger werdende Post-Hardcore bzw. Hardcore-Band.
1985 verlässt Mike Bonner die Band und wird durch Kenny Hill ersetzt, Colin Meeder wenig später durch John Irvine. In dieser Besetzung veröffentlicht die Gruppe Like the Days und die LP What was Behind.
John Irvine verlässt Anfang 1987 die Band. An seine Stelle tritt Jason Fisher, Bruder von Bandmitglied Erik, und später wieder durch Colin Meeder, der wieder zur Band stößt.
1990 löste sich die Gruppe schließlich auf. Die ehemaligen Bandmitglieder spielten bzw. spielen in anderen Bands weiter, so etwa Three Shades of Dirty, Slack, Liquorice oder Ida.

## Stil
Der Stil ähnelte früheren Post-Hardcore-Bands, vor allem aber der frühen Emo-Band Rites of Spring. Mid-Tempo D.C. Hardcore mit melodiöseren Gitarren, sowie emotionaleren Texten. Der Gesang wechselt bei der Band schon zwischen eher rauem Hardcore-Punk üblichem Shouten/Schreien, melodiösen Gesängen und emotionaleren Schreien.
Im Verlauf der Bandentwicklung wurde die Band aber auch zunehmend experimenteller und baut Einflüsse von Bands – etwa The Who – ein. Wie viele der früheren Post-Hardcore-Bands Embrace, Fugazi, Hüsker Dü etc. gilt die Gruppe mit ihrem Sound als wegbereitend für den Indierock.

## Diskografie

### EPs/Splits
- 1985: No More We Cry (7", Vermin Scum)
- 1987: Like the Days (2x7", Vermin Scum)
- 1994: The Machines: Simple Machines (7", Simple Machines)
- 1997: Desmond Outcast & the Transplanted Heroes (7", Troubleman Unlimited)

### Alben/Sonstiges
- 1985: Demo Tape aka The Best Pice (sic) of Shit (Eigenveröffentlichung)
- 1985: Demo Tape aka No More We Cry (Wiederveröffentlichung auf LP aka What Was Behind)
- 1989: Everysong (12", Vermin Scum)
- 1992: What Was Behind (12", Vermin Scum)
- 1992: Awl (Kassette, Simple Machines)

### Samplerbeiträge
- 1985: A Crabtowne Complication
- 1987: Panx Vinyl Zine 03 Compilation (7", Panx)
- 1990: Wedge Compilation (7", Simple Machines)